# دانتي ديباولو
دانتي ديباولو (بالإنجليزية: Dante DiPaolo)‏ مواليد 18 فبراير 1926 في فريدريك، الولايات المتحدة - الوفاة 4 سبتمبر 2013 في لوس أنجلوس، الولايات المتحدة، هو ممثل أمريكي من أعماله سبع عرائس لسبعة إخوة.

## روابط خارجية
- دانتي ديباولو على موقع IMDb (الإنجليزية)
- دانتي ديباولو على موقع ميوزك برينز (الإنجليزية)
- دانتي ديباولو على موقع قاعدة بيانات برودواي على الإنترنت (الإنجليزية)
- دانتي ديباولو على موقع قاعدة بيانات الفيلم (الإنجليزية)